# استان باجه
استان باجه (به عربی: ولایة باجة) یکی از ۲۴ استان کشور تونس است.
جمعیت این استان ۳۰۵ هزار نفر و مرکز آن شهر باجه است.